# Sapucai (Paraguay)

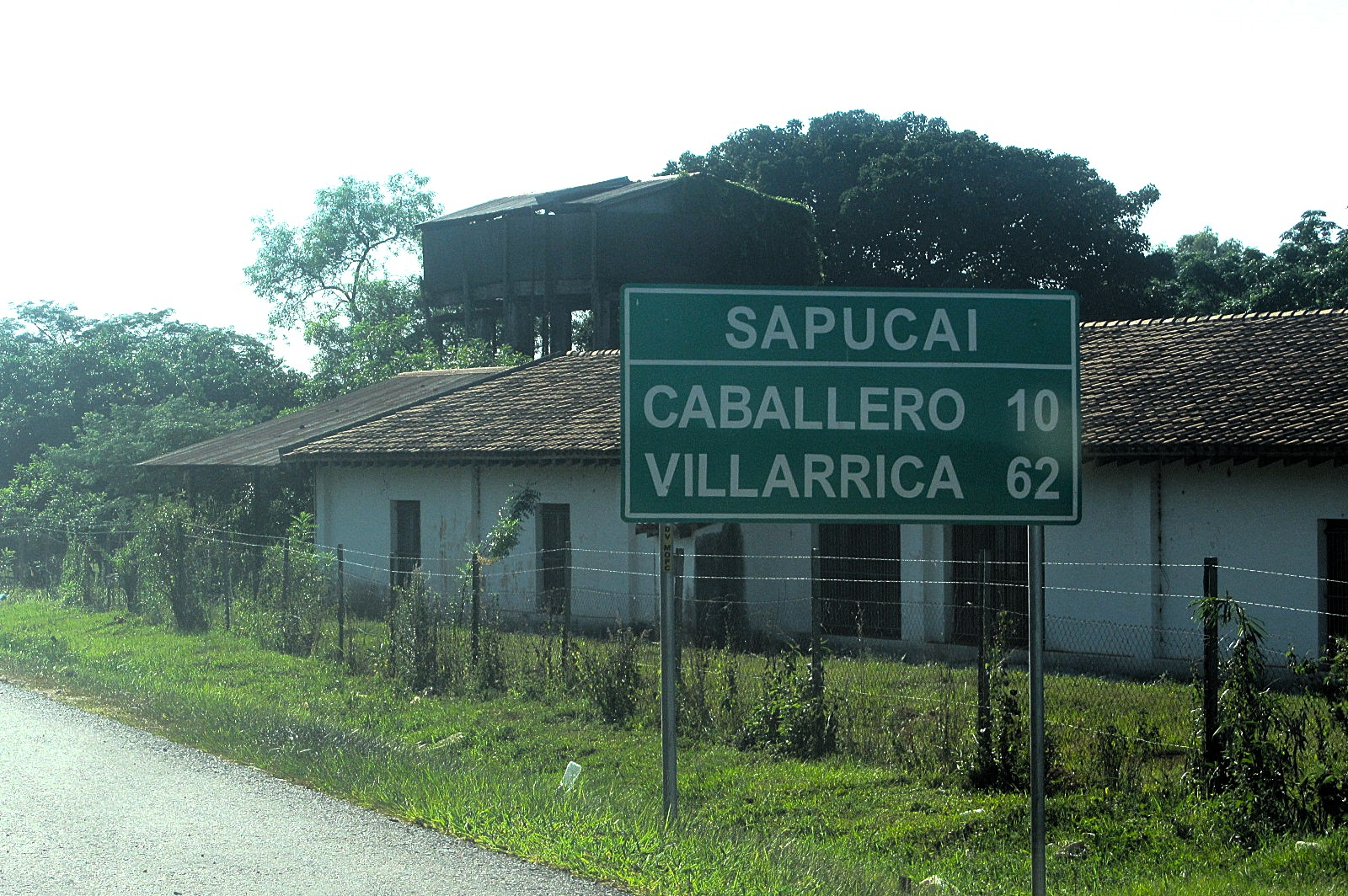
Acceso a Sapucai por la Ruta Paraguarí-Villarrica.

Sapucai es uno de los distritos del Departamento de Paraguarí, Paraguay. Se encuentra, aproximadamente a 92 km de la ciudad de Asunción, capital de la República del Paraguay. Se llega a esta ciudad por un camino totalmente asfaltado de 24 km que parte desde la ciudad de Paraguarí, la capital departamental. Fue fundada bajo la presidencia de Emiliano González Navero en 1910.

## Geografía
El distrito cuenta con 326 km², y se encuentra regada por las aguas de los arroyos Caañabé, Paso Itá, Naranjay, Mbopikuá, Toro, Yakâ y otros. Limita al norte con Escobar y el Departamento de Cordillera; al sur con Acahay; al este con Caballero, y al oeste con Escobar y Paraguarí.

## Economía

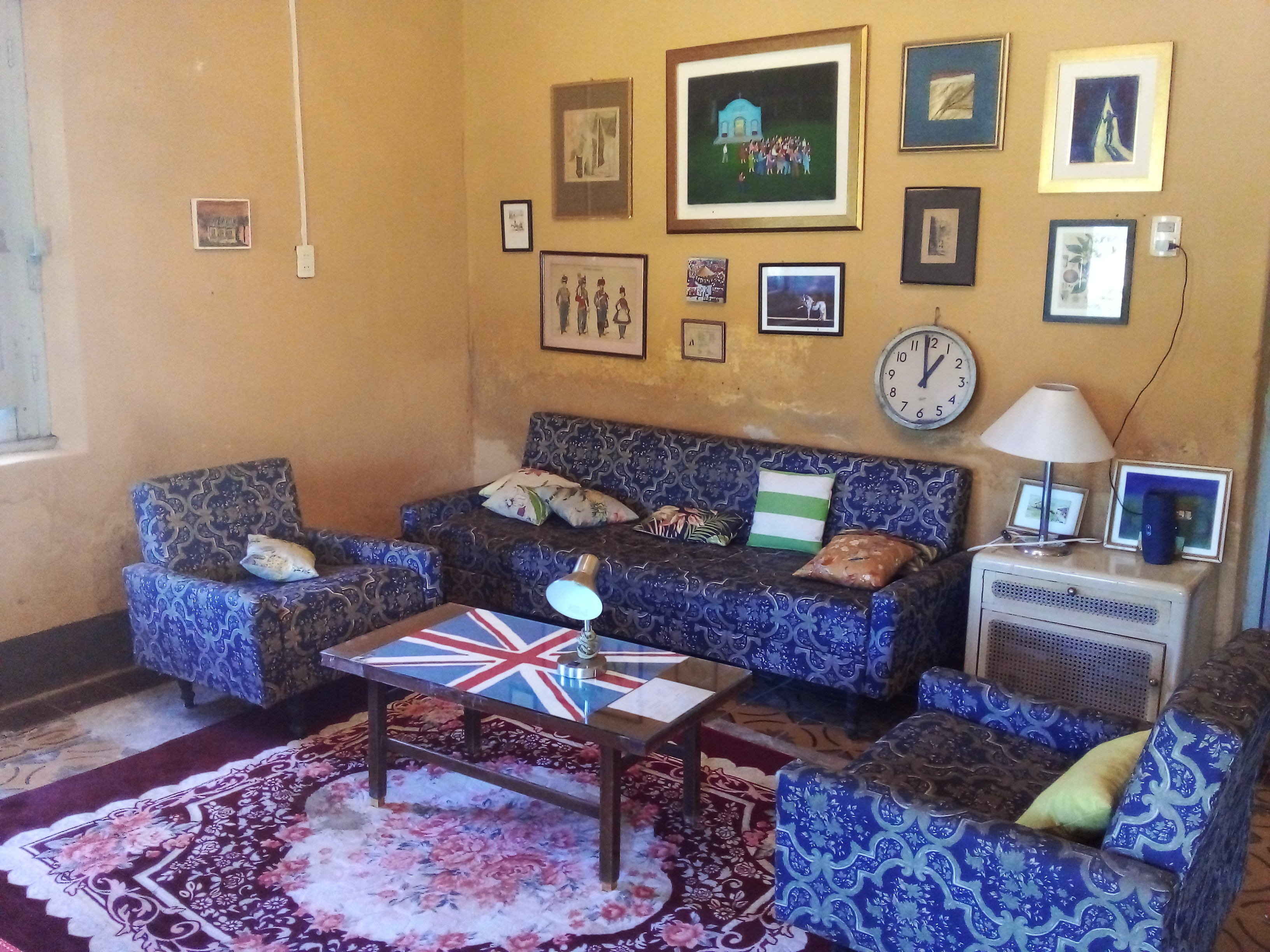
Villa Inglesa, sitio de tradicionales casas de té en Sapucái.

La gran mayoría de la población se dedica a la agricultura, destacándose los cultivos de Alfalfa, el cultivo de algodón, mandioca, caña de azúcar, entre otros. La apicultura es una actividad importante de la zona. En lo que respecta a la actividad ganadera cuentan con ganados vacuno, equino y ovino.

## Infraestructura
La principal vía de comunicación es la Ruta PY01, y se accede a la ciudad de Sapucái, por un ramal totalmente pavimentado, los demás caminos son terraplenados y enripiados y unen entre sí a los distritos y con la capital del departamento.
Partiendo de la ciudad de Asunción por la Ruta PY01, se llega a la capital departamental, que dista 66 km, de allí se toma un ramal pavimentado de aproximadamente 24 km para llegar a la ciudad de Sapucái.
Hasta 2005, el Museo Histórico del Ferrocarril de Sapucái ofrecía recorridos turísticos en una locomotora y autotrén restaurados, una experiencia que revitalizaba el ambiente ferroviario con calderas encendidas y poleas en funcionamiento, especialmente durante eventos como las fiestas patronales.

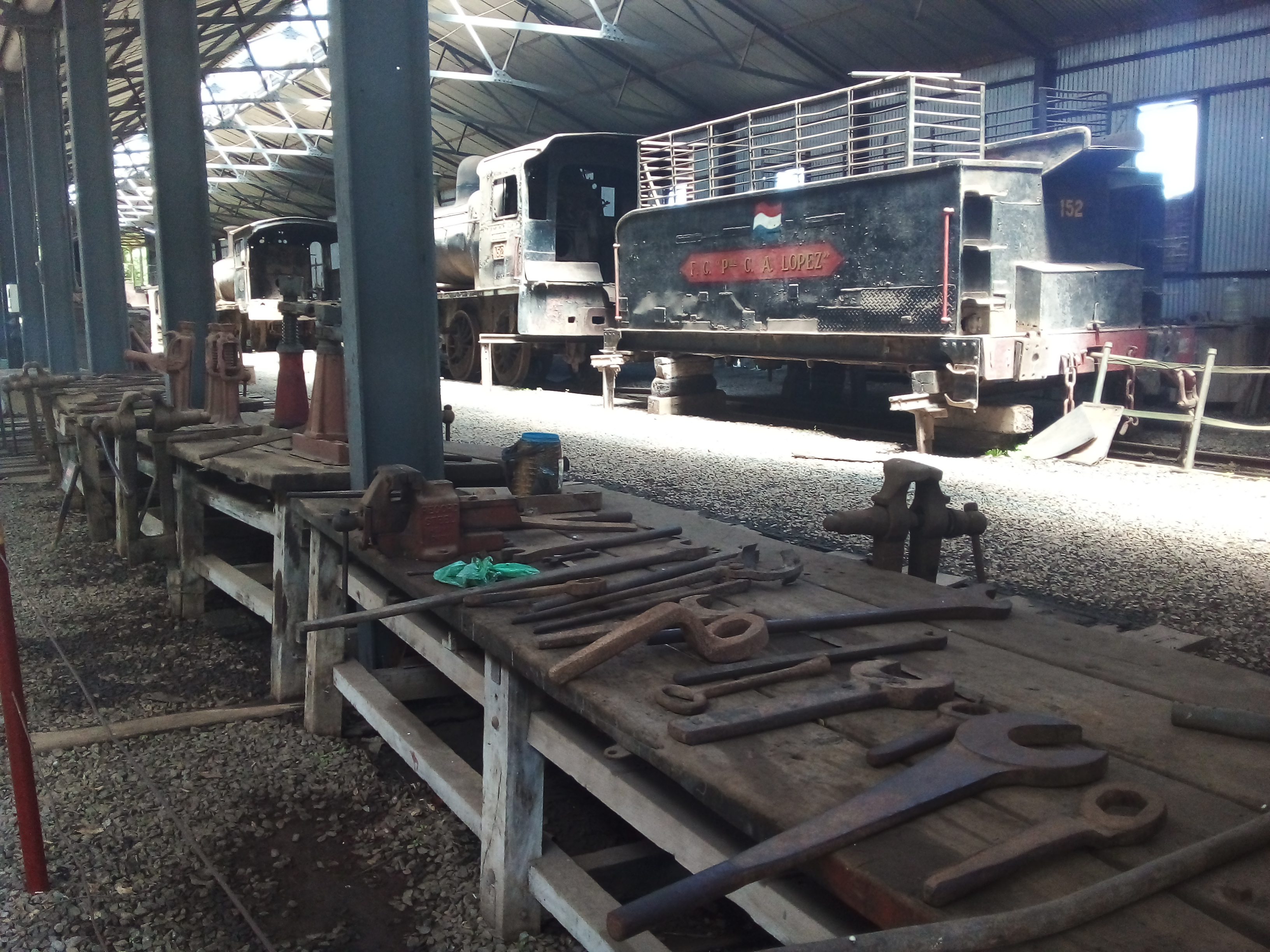
Antiguos Talleres Ferroviarios de Sapucai.

## Cultura
La mayor atracción de Sapucai es su paisaje. Ubicada en medio de una verde y amplia hondonada, se encuentra rodeada de magníficos cerros por todos los costados. Viviendas antiguas de marcado estilo colonial, amplios patios cubiertos de frondosos árboles, jardines y calles, pequeños detalles que le dan un peculiar encanto a la población.

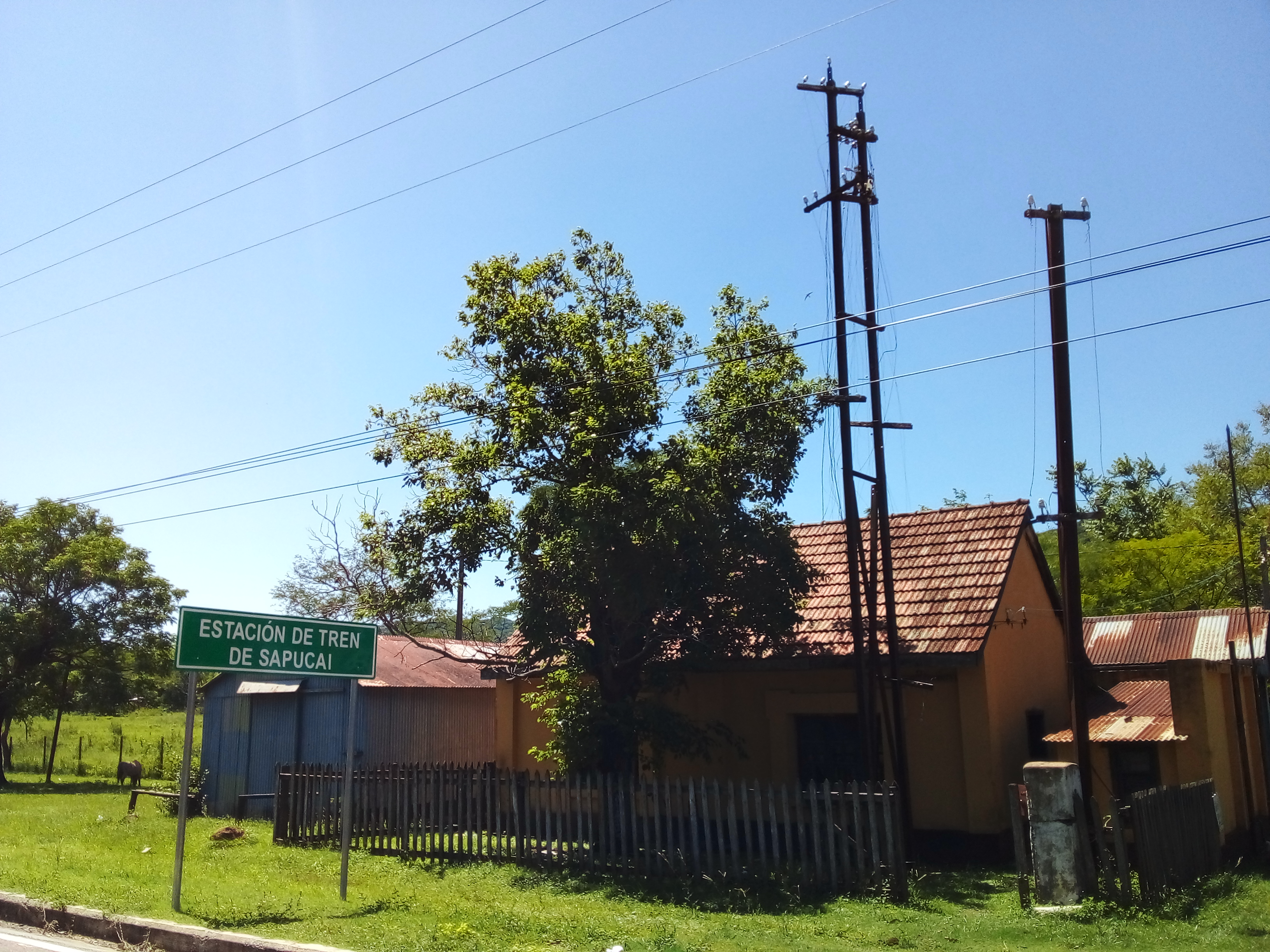
Estación Sapucai, del extinto FFCC Carlos Antonio López.

El local de la iglesia, enclavada en la ladera de un cerro, domina todo el horizonte. Desde la cumbre de uno de esos mismos cerros descendía un exótico camino empedrado, que, según la historia que cuentan los pobladores, fue construido por un grupo de bolivianos tomados prisioneros durante la Guerra del Chaco entre los años 1932 al 1935, que permanecieron confinados en Sapucái. Actualmente este tramo es bastante utilizado, si bien no todo es de piedra, quedan aún unos 500 m de los 2000 m iniciales, a causa de la apertura de caminos hacia comunidades de esta ciudad.
Para testificarlo dejaron varias inscripciones en las laderas. Por el mismo camino desde el lugar llamado Cerro Rokê, los días sábados en mayor cantidad, en horas del amanecer, descienden cerca de medio centenar de mujeres montadas en burritos, cargados con productos agrícolas, hasta el mercado del pueblo. Son las folklóricas burreritas que mantienen viva una centenaria tradición.

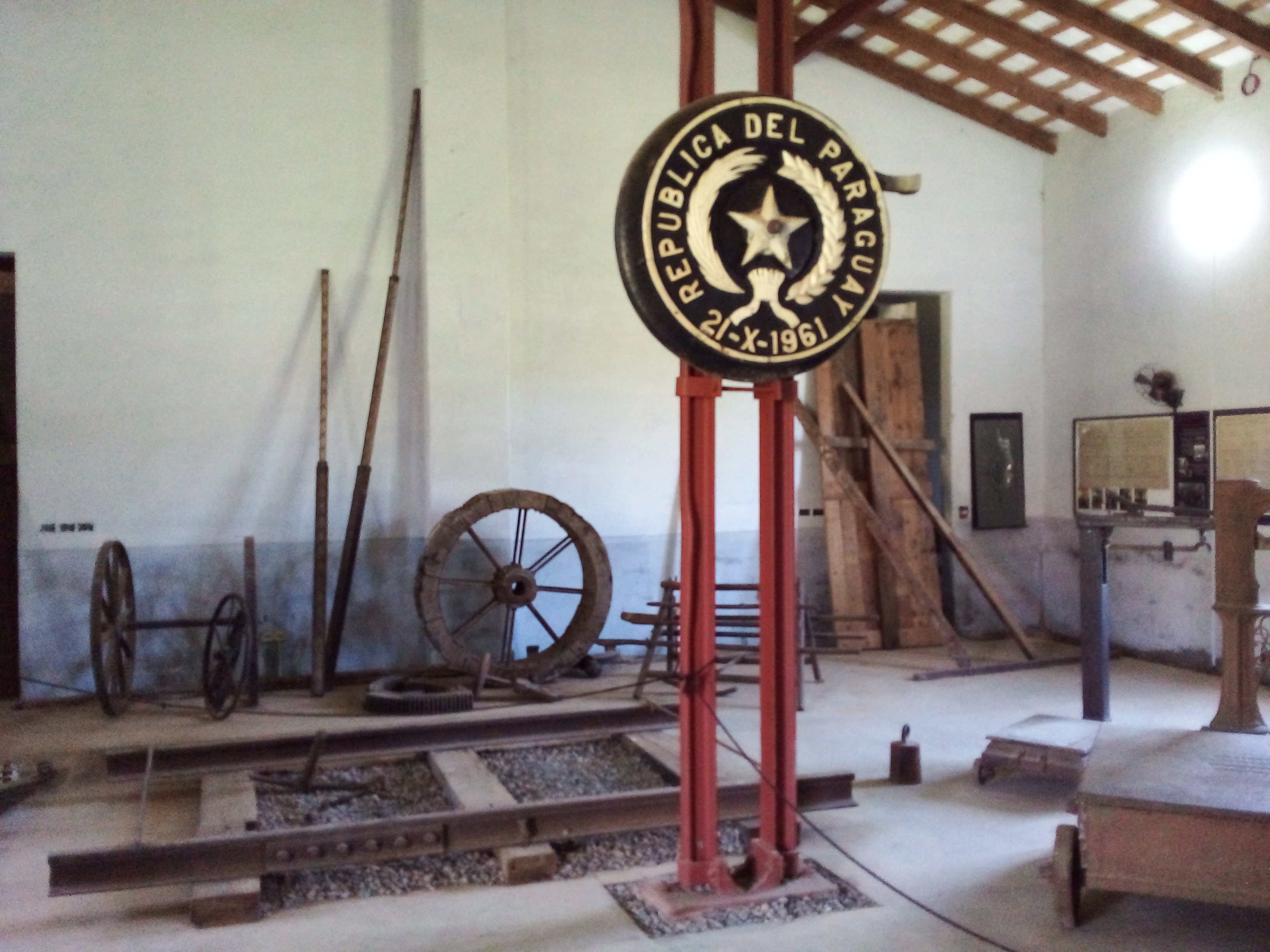
Museo Ferroviario de Sapucai.

En la ciudad de Sapucái, visitar la vieja estación del tren constituye un atractivo especial. Allí, en un amplio predio, se encuentran los depósitos del Ferrocarril Carlos Antonio López, donde han ido a morir la gran mayoría de las locomotoras y los vagones, en más de un siglo de recorrer las campiñas paraguayas. El lugar, conocido popularmente como el cementerio de los trenes, inspiró un capítulo del Hijo de Hombre del escritor Augusto Roa Bastos.
El escritor imaginó que los jefes de una dictadura militar enviaban un tren fantasma cargado de explosivos para detener a un convoy lleno de revolucionarios campesinos que avanzaban desde Sapucái. Por un involuntario atraso, el tren no salió a tiempo y el choque mortal se produjo en la misma estación del pueblo, con una terrible explosión que convirtió en ruinas todo el sector.
El informal museo en que se ha convertido hoy el depósito del ferrocarril se ajusta muy bien a aquella historia y leyenda imaginada por el escritor Augusto Roa Bastos, y constituye otra de las poderosas razones para visitar el hermoso pueblo de Sapucái.